# Jacques-Melchior Saint-Laurent, Conte di Barras
Jacques-Melchior Saint-Laurent, Conte di Barras (1719 – 1783 circa), è stato un ammiraglio francese che combatté nella guerra d'indipendenza americana.

## Biografia
All'inizio del 1781 lo squadrone navale francese comandato dal Barras si trovava a  Newport nel Rhode Island. Gli ordini ricevuti in Francia erano d'intraprendere una spedizione contro l'isola di Terranova, allora in mano inglese. Tuttavia il conte di Rochambeau, tenente generale al comando di un corpo di spedizione francese inviato da Luigi XVI a sostegno dei ribelli americani nel corso della guerra d'indipendenza americana, di stanza nel Rhode Island, convinse il Barras a dirigersi con la sua flotta verso sud per incontrare quella dell'ammiraglio conte de Grasse, che stava risalendo con la sua flotta verso nord dai Caraibi, per sostenere i ribelli americani in Virginia. Questa serie di eventi portò alla vittoria franco-americana dei  Yorktown
L'anno successivo Barras operò agli ordini del de Grasse nei Caraibi. Quest'ultimo condusse una spedizione per la conquista dell'isola di Montserrat nel febbraio del 1782. Barras condusse l'attacco all'isola che venne conquistata il 22 febbraio e rimarrà in mani francesi per più di un anno, fino al  Trattato di Parigi  del 1783 con il quale verrà restituita alla Gran Bretagna. Più tardi Barras partecipò, sempre sotto il comando di de Grasse, alla battaglia navale delle Saintes, nei Caraibi, ove tuttavia la flotta francese fu sconfitta da quella inglese agli ordini dell'ammiraglio George Brydges Rodney.  